# Кагул (бронепалубный крейсер)
«Кагу́л» (назван в честь победы русских войск на реке Кагул) — российский, а затем советский бронепалубный крейсер типа «Богатырь».
25 марта 1907 года переименован в «Па́мять Мерку́рия» (в память об одержавшем победу в неравном бою бриге «Меркурий»).
31 декабря 1922 года переименован в «Коминте́рн» (сокращение от «Коммунистический интернационал»). Принимал участие в боевых действиях Первой и Второй мировых войн.

## В Российском императорском флоте
23 августа 1901 года заложен на эллинге Николаевского адмиралтейства, спущен на воду 20 мая 1902 года, вступил в строй в 1905 году.
25 марта 1907 года переименован в «Память Меркурия». Одновременно с этим «Очаков» был переименован в «Кагул», что временами вызывает путаницу.
Прошёл капитальный ремонт корпуса и механизмов с 6 января 1913 года по 1 мая 1914 года в Севастополе. Также было изменено вооружение корабля: в связи с низкой эффективностью 75-мм орудий часть из них демонтировали, оставив всего 2 — вместо них установили 4 дополнительных 152-мм пушки Канэ, доведя общее число орудий главного калибра до 16.

### Первая мировая война

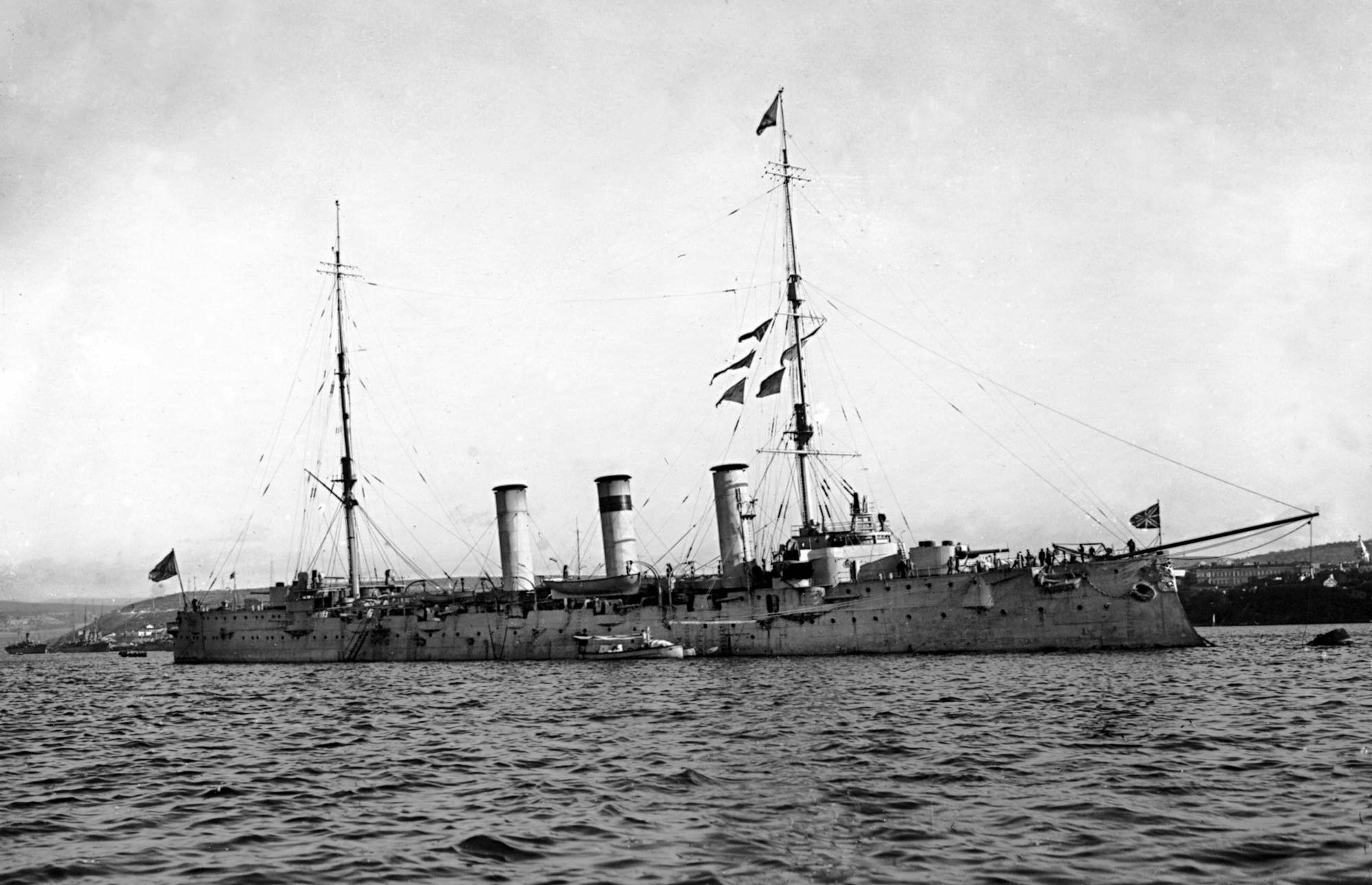
Крейсер РИФ «Память Меркурия» в период Первой мировой войны.

В период Первой мировой войны участвовал в набеговых операциях Российского императорского флота (РИФ) на коммуникации и побережье противника, нёс разведывательную и блокадную службы у берегов Турции, обеспечивал и прикрывал набеговые и минно-заградительные действия других сил флота. За 33 месяца участия в боевых действиях (с 29 октября 1914 по 31 июля 1917 года) произвёл 82 боевых похода общей продолжительностью 307 дней.
3 ноября 1916 года провёл успешную операцию по обстрелу занятого немецкими войсками румынского порта Констанца, в ходе которого крейсер выпустив в течение получаса 231 снаряд главного калибра, уничтожил 15 нефтехранилищ из 37, подавил одну 152-мм береговую батарею, отразил два нападения гидросамолётов, а также уклонился от атаки подводной лодки и избежал столкновения с плавающей миной.
В мае 1916 года совместно с однотипным крейсером «Кагул» (бывший «Очаков») участвовал в Трапезундской операции, обеспечивая прикрытие транспортов, перевозивших из Мариуполя 127-ю пехотную дивизию 5-го Кавказского армейского корпуса (16 840 человек, 4208 лошадей и голов скота, 36 орудий, 1385 повозок и до 1000 тонн груза).
Начиная с середины Первой мировой войны быстрое развитие авиации поставило вопрос о необходимости вооружения крейсеров зенитными орудиями, и в 1916 году черноморские крейсеры типа «Богатырь» (включая «Память Меркурия») получили по два 76-мм зенитных орудия Лендера.
В начале 1917 года оба крейсера («Память Меркурия» и «Кагул») были направлены на ремонт в Севастополь, в ходе которого встретили Русскую революцию.

## В период гражданской войны и интервенции

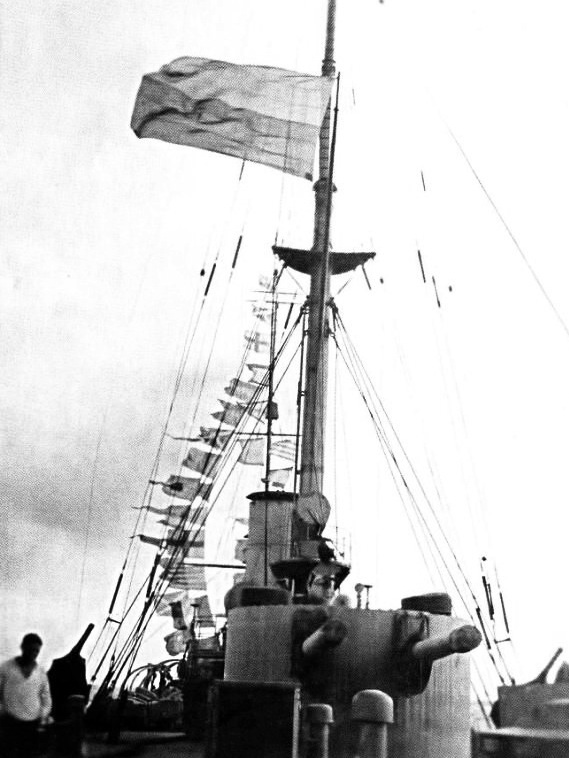
Украинский флаг над крейсером «Память Меркурия», 1917 год.

После падения Временного правительства 12 ноября 1917 года большая часть личного состава крейсера «Память Меркурия» приняла решение не поднимать Георгиевского флага, а поднять вместо него сине-жёлтый флаг УНР.

Более 200 матросов и все офицеры за исключением одного мичмана из команды крейсера отказались продолжать службу под ним и покинули судно. 
В связи с поднятием на крейсере «Память Меркурия» украинского флага состоялся официальный уход с крейсера всех матросов-неукраинцев, к которым присоединились все офицеры. Совершилось перенесение единственного во всем русском флоте Георгиевского Андреевского флага, полученного бригом «Меркурий» за геройские дела с турками и унаследованного крейсером.К борту крейсера была подведена баржа, на которую перешли все великороссы и офицеры, за исключением одного мичмана. Развернули Георгиевский флаг и под звуки музыки отчалили на буксире катера. Съехав на берег, направились в казармы. Сцена была потрясающая, матросы и офицеры плакали. По прибытии на берег флаг, простреленный неприятельскими снарядами, был перенесён в Морское собрание.
— «Русское слово». — 1917. — 23 ноября.
16 февраля собрание команды крейсера большинством голосов постановило спустить украинский и поднять красный флаг.
28 марта 1918 года законсервирован и сдан в Севастопольский военный порт на хранение.
29 апреля 1918 года выпущенный матросами из тюрьмы вице-адмирал М. П. Саблин принял командование, и пытаясь спасти флот от захвата наступающими кайзеровскими войсками, приказал поднять украинские флаги находящемуся в Севастополе Черноморскому флоту. Это приказание выполнили не все корабли, а уже на следующий день, убедившись в истинных намерениях немцев[каких?], адмирал увёл основную часть Черноморского флота (по неясным причинам остались подводные лодки, которые по слухам личным составом были приведены в негодность). Часть судов ввиду ремонта или отсутствия личного состава остались в Севастополе, в их числе и «Память Меркурия».
После захвата крейсера кайзеровскими войсками в ходе оккупации Украины, использовался как плавучая казарма. В июле 1918 года стоял под германским флагом.
Согласно некоторым воспоминаниям, в дальнейшем корабль стоял под военно-морским флагом Украинской державы. Существует версия, что в начале сентября 1918 года крейсер был переименован в «Гетмана Ивана Мазепу».
24 ноября 1918 года захвачен войсками Антанты с последующей передачей Добровольческой армии.
19 февраля 1919 года разоружён (на корабле остались лишь 4 орудия главного калибра в носовой и кормовой 2-орудийных башнях, приведённые в полную негодность), а в период с 22 по 26 апреля 1919 года, по приказу английского командования, были подорваны главные механизмы паровых машин.
29 апреля 1919 года захвачен частями Украинского фронта РККА.
24 июня 1919 года корабль снова перешёл под контроль Вооружённых сил Юга России.
14 ноября 1920 года оставлен Русской армией Врангеля при эвакуации из Севастополя в Стамбул.
22 ноября 1920 года захвачен частями РККА.
В 1921 году после постановки на ремонт включён в состав Морских сил Чёрного и Азовского морей (МСЧиАМ) РККФ Советской России в качестве флагманского корабля.
В 1922 году переклассифицирован в учебный крейсер — начиная с лета этого года на нём стала дислоцироваться школа младшего начсостава Морских сил Чёрного моря (МСЧМ) РККФ.

## Восстановительный период
Восстановление крупных кораблей Черноморского флота началось в сентябре 1922 г. с капитального ремонта крейсера «Память Меркурия» на Севастопольском морском заводе. В процессе ремонта, 31 декабря 1922 года, переименован в «Коминтерн».
Оставляя Севастополь, белогвардейцы и иностранные интервенты взорвали машины корабля и утопили затворы артиллерийских орудий, водой были затоплены днищевые отсеки, из которых она проникла в котельные и машинные отделения — нарушив изоляцию электрооборудования. Крейсер ввели в сухой док и начали работы по очистке корпуса и механизмов.

В 1922—1923 гг. севастопольские корабелы трудились под лозунгом: «Даёшь „Коминтерн“!». В качестве запасных частей использовались механизмы, снятые со старых линейных кораблей «Святой Евстафий» и «Иоанн Златоуст»; цилиндры главных паровых машин были сняты с однотипного крейсера «Богатырь», который предполагалось списать на металлолом, и доставлены с Балтики старшим механиком крейсера Д. П. Вдовиченко. Ремонтные работы продвигались ударными темпами с преодолением многих трудностей. Текст резолюции одного из собраний коллектива завода, посвящённого ускорению темпов ремонта корабля: 
Наши берега Чёрного моря являются рубежом с капиталистическими соседями, которым доверять в миролюбии не приходится. Ибо наша Революция. Наша рабоче-крестьянская Республика для капиталистических стран есть мозоль, бельмо на глазу, которое они всяческим образом и действиями стараются удалить. Поэтому наш боевой красный черноморский флот необходим для защиты наших берегов от нападения. Общими усилиями. Своим героическим революционным энтузиазмом даём обещание — выпустить «Коминтерн» из ремонта в 1 мая 1923 г.
 Рабочие завода сдержали своё слово и сдали «Коминтерн» к намеченной дате.
В мае 1923 г., после пятилетнего бездействия, крейсер «Коминтерн» вышел в море на ходовые испытания.
В июне 1923 г. крейсер поднял военно-морской флаг, вступив в состав Морских сил Чёрного моря.
Единственный крейсер с паровой машиной (проект 1899 г.), построенный ещё в период русско-японской войны, и несколько эсминцев типа «Новик», естественно не могли в полной мере обеспечить выполнение задачи обороны Черноморского побережья. В лучшем случае этот крейсер мог выполнять функции учебного корабля подобно крейсеру «Аврора» на Балтике, восстановленному и вступившему в встрой в 1922 г.

## В составе ВМФ СССР
В 1923 году восстановлен: установлено новое вооружение и оборудование для минных постановок, демонтированы торпедные аппараты, удалось восстановить 10 из 16-и котлов. 7 ноября 1923 года крейсер вновь введён в строй.
В 1925 году на борту «Коминтерна» снимали интерьерные сцены фильма «Броненосец „Потёмкин“» Сергея Эйзенштейна.
В 1927 году в связи с вводом в строй крейсера «Червона Украина», учебный крейсер «Коминтерн» перестал быть флагманом МСЧМ ВМС РККА.
Осенью 1928 года совершил визит в Стамбул (Турция).

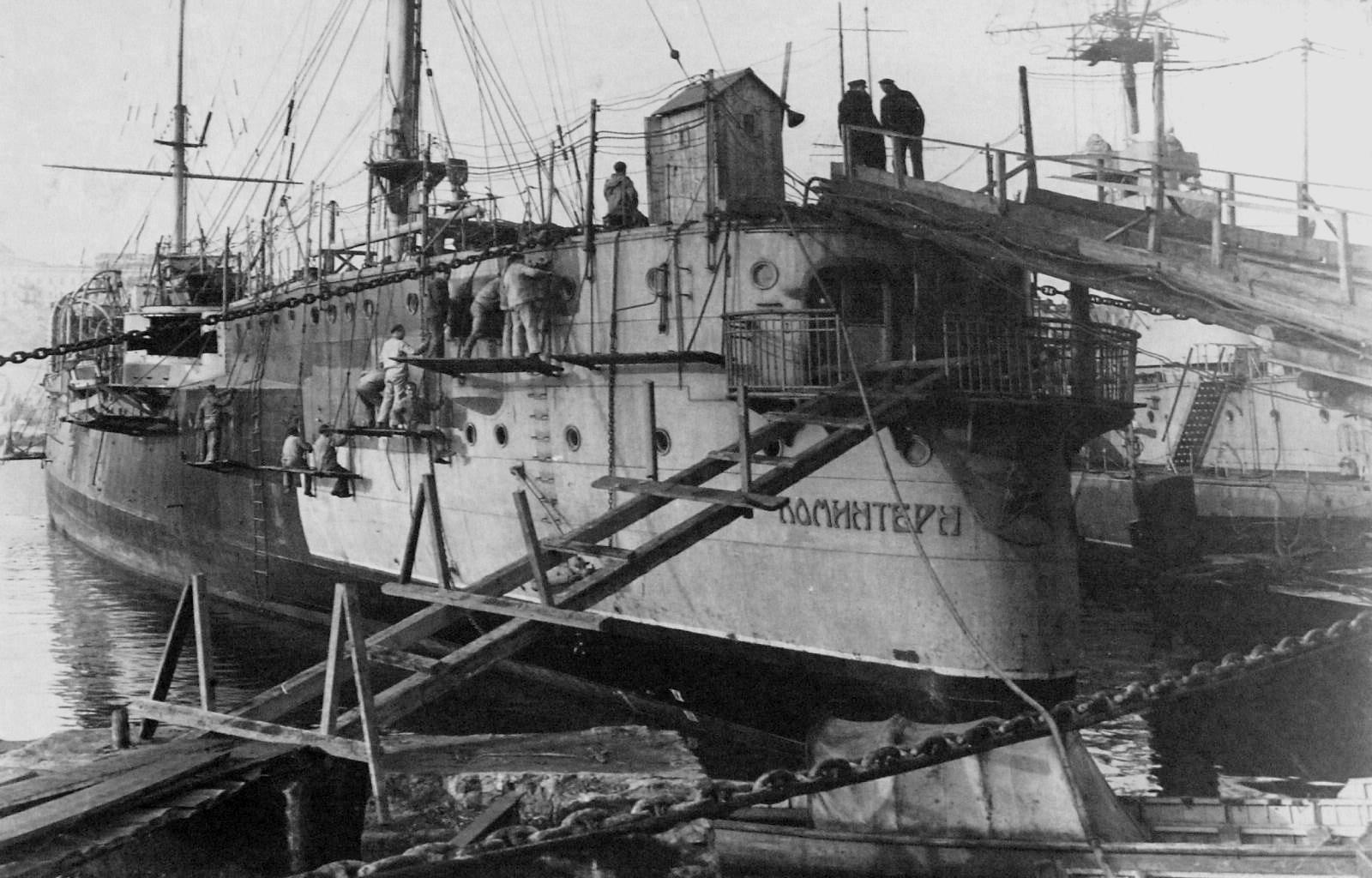
Учебный крейсер «Коминтерн» в ходе капремонта и модернизации на Севастопольском морском заводе в 1930 году (справа виден линкор «Парижская коммуна»).

В 1930—1931 годах прошёл капремонт и модернизацию: в носовом котельном отделении были демонтированы все 4 расположенных там котла — на их месте разместили учебные классы. При этом, носовая дымовая труба № 1 была оставлена на корабле до 1941 года в качестве декоративного элемента. Также был значительно сокращён и изменён состав артиллерийского вооружения: были демонтированы обе орудийные башни — вместо них установлены одноствольные палубные артустановки того же калибра с щитовыми прикрытиями, а шесть 130-мм орудий на шкафуте заменены на четыре 75-мм пушки Канэ. В качестве дополнительного зенитного вооружения добавлены два 37-мм автомата обр. 1930 г., недавно запущенных в серийное производство.
15 сентября 1931 года, одновременно с принятием флотом «Коминтерна» после капремонта и модернизации, переклассифицирован в учебный корабль, то есть получает чисто «учебный» статус вместо «учебно-боевого», которым обладал в период службы как учебный крейсер.
В начале 1941 года, в ходе очередного текущего ремонта, демонтирована «декоративная» носовая дымовая труба. Убраны устаревшие 75-мм орудия, а две 47-мм пушки Гочкиса заменены тремя 45-мм полуавтоматами 21-К (оказавшиеся неудачными 37-мм автоматы обр. 1930 г. ещё ранее были заменены на 37-мм «Виккерсы» — так называемые «пом-помы»). Усилено зенитно-пулемётное вооружение: четыре одноствольных 7,62-мм «Максима» заменены двумя счетверёнными установками М4. Установлено противолодочное вооружение — 2 бомбомёта БМБ-1. Также усовершенствованно оборудование для минных постановок, после чего в июне 1941 года перед началом Великой Отечественной войны «Коминтерн» переклассифицирован в минзаг и оперативно подчинён командующему эскадрой Черноморского флота контр-адмиралу Л. А. Владимирскому, штаб которого отвечал за постановку минных полей на подходах к Севастополю.

### Великая Отечественная война
Минный заградитель «Коминтерн» в 1941 году
В июне 1941 года ставит минные заграждения в районе Севастопольской ВМБ, а затем в районе Одессы — перебазировавшись на Одесскую ВМБ, где включён в качестве флагманского корабля во вновь сформированный Отряд кораблей Северо-западного района Черноморского флота.
В августе — сентябре 1941 года принимает участие в обороне Одессы, оказывая артиллерийскую поддержку обороняющимся сухопутным силам Красной Армии, что приводит к полному износу орудий главного калибра (за месяц боёв крейсер израсходовал около 2000 снарядов главного калибра и выставил около 5000 мин). Кроме того ещё 18 августа корабль получил многочисленные осколочные пробоины правого борта от близкого разрыва авиабомбы, приведшего к пожару (6 человек погибли, 46 получили ранения и ожоги).
7 сентября 1941 года забрав из осаждённой Одессы 544 раненных, «Коминтерн» в сопровождении эсминца «Бойкий» уходит в Севастополь, где ему заменили износившиеся стволы орудий. После чего перебазируется на Новороссийскую ВМБ.
16—17 сентября 1941 года сопровождает транспорты с войсками из Новороссийска в Ялту для 51-й отдельной армии.
7 октября 1941 года, после принятия решения об эвакуации Одесского оборонительного района, приняв на борт почти 1500 защитников Одессы, «Коминтерн» доставляет их в Севастополь, после чего убывает для ремонта на Потийскую ВМБ.
C ноября 1941 года по март 1942 года принимает участие в битве за Крым и обороне Севастополя. 7 ноября 1941 года, окончив ремонт, доставляет в Севастополь военные грузы, эвакуировав обратным рейсом около 3000 гражданских лиц, после чего до конца года совершает ещё 4 подобных рейса.
Начиная с 29 декабря участвует в Керченско-Феодосийской десантной операции: совершает 3 рейса из кавказских портов в Феодосию, доставляя пополнение и припасы войскам образованного 28 января 1942 года Крымского фронта.
После потери Феодосии, в феврале — марте 1942 года выполняет ещё 4 рейса в осаждённый Севастополь. В свой 4-й рейс из Новороссийска в Севастополь крейсер вышел с конвоем 9 марта, в течение дня 10 марта отразили 10 атак немецких торпедоносцев, прибыв в Севастополь 11 марта. В тот же день повреждён авиабомбой (пробита палуба юта, разрушена часть правого борта и кормовых надстроек, потери в составе экипажа), при этом сбито 2 самолёта противника. Однако корабль хода не потерял и продолжил нести службу, но всё же был «снят» с «севастопольской линии» и направлен на обеспечение воинских перевозок между Батуми и Новороссийском.
19 апреля 1942 года в результате налёта немецкой авиации на Новороссийский порт, «Коминтерн» получил ряд осколочных повреждений от близких разрывов бомб. Кроме того отказала левая паровая машина (№ 2), в связи с чем 2 дня спустя крейсер убыл на ремонт в Батуми. В ходе ремонта, помимо устранения повреждений, вновь усилено зенитное вооружение: прежние 76-мм пушки Лендера заменили на орудия 34-К обр. 1935 г., а два 37-мм «Виккерса» — на три 25-мм автомата. Вместо двух 7,62-мм счетверённых зенитных «Максимов» установили четыре 12,7-мм пулемётов ДШК.
С середины мая 1942 года, выйдя с ремонта, корабль возобновил воинские перевозки между портами Кавказа. Вскоре положение в Севастополе обострилось до предела и 19 июня «Коминтерн» приняв военные грузы и маршевое пополнение направился в Севастополь. Но к этому моменту немецкие войска вышли к Северной бухте, приём и разгрузка судов стали невозможны, крейсер получил приказ возвращаться обратно в Новороссийск.
2 июля 1942 года в ходе очередного налёта налёта немецкой авиации на Новороссийск, «Коминтерн» получил ещё одно прямое попадание авиабомбы, которое привело к тяжёлым повреждениям и вызвало пожар (потери убитыми и ранеными составили 69 человек). Повреждённый корабль ушёл в Поти.
16 июля 1942 года при стоянке в Потийском порту, крейсер снова получил два прямых бомбовых попадания: одна бомба повредила среднюю дымовую трубу № 2 (по её номеру до реконструкции 1941 года), вторая пробила трюм, но не взорвалась — прошла через котельное отделение и пробив обшивку ушла на дно. Вода через пробоину начала заполнять отсек и чтобы избежать взрыва котлов, пришлось стравить пар и остановить машины. Поступление воды удалось локализовать: под пробоину подвели пластырь, отсек осушили. Однако ввиду невозможности капитального ремонта, командованием принято решение о разоружении и затоплении корабля.
17 августа 1942 года «Коминтерн» приняв на борт маршевое пополнение для войск Закавказского фронта, ходом не более 8 узлов, с трудом управляясь, в сопровождении буксира и 2-х сторожевых катеров вышел в Туапсе. По прибытии высадив перевозимые части, корабль был полностью разоружён. Из орудий и личного состава крейсера сформировали несколько артиллерийских батарей Туапсинского оборонительного района, впоследствии принимавших участие в Туапсинской операции: из 130-мм орудий были сформированы 4 двухорудийные береговые батареи № 743, 744, 746, 747; из 76-мм орудий — трёхорудийная батарея № 173; из 45-мм орудий — трёхорудийная батарея № 770 (числившаяся противотанковой). Разоружённый корабль, приняв на борт около 500 эвакуируемых жителей Туапсе, вернулся в Поти.
10 октября 1942 года «Коминтерн» затоплен в качестве брекватера в устье реки Хоби, севернее Поти, для создания волнолома. Предварительно с корабля были сняты все сколь-нибудь ценные механизмы и оборудование.
2 февраля 1943 года исключён из списков кораблей Военно-Морского Флота СССР.
31 марта 1946 года на корпусе корабля была установлена перебазированная из Сочи противокатерная артиллерийская батарея № 626.
Останки корпуса до настоящего времени находятся в устье Хоби.

## Командиры

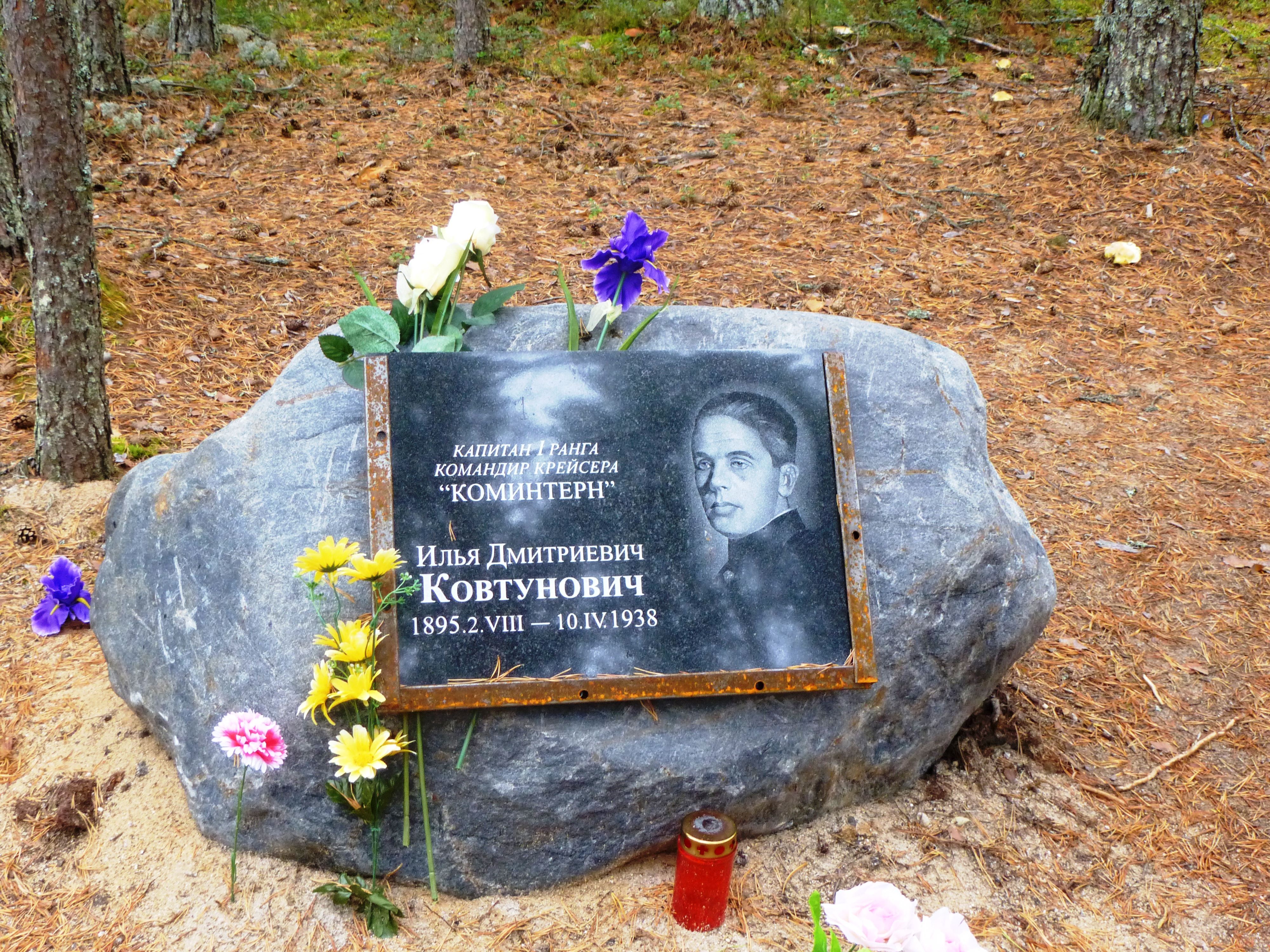
Памятный знак бывшему старпому крейсера «Коминтерн» И. Д. Ковтуновичу в Сандармохе (воинские звание и должность, указанные на табличке, судя по всему ошибочны).

- хх.хх.1901 — 23.12.1903 — капитан 1-го ранга Афанасьев, Митрофан Григорьевич
- 23.12.1903 — 30.01.1906 — капитан 1-го ранга Юрковский, Владимир Николаевич
- 30.01.1906 — 03.03.1908 — капитан 2-го ранга (с 22.04.1907 капитан 1-го ранга) фон Шульц, Максимилиан Фёдорович
- 03.03.1908 — хх.хх.1909 — капитан 1-го ранга Новицкий, Павел Иванович
- 27.11.1909 — xx.xx.1911 — капитан 1-го ранга Дитерихс, Владимир Константинович
- xx.xx.1911 — xx.xx.1914 — капитан 1-го ранга Львов, Николай Георгиевич
- 28.07.1914 — xx.xx.1916 — капитан 1-го ранга Остроградский, Михаил Михайлович
- xx.xx.xxxx — xx.xx.1917 — капитан 1-го ранга Гадд, Александр Оттович
- хх.хх.1917 — хх.хх.1917 — Петренко
- 16.04.1919—хх.08.1919 — капитан 1-го ранга П. П. Остелецкий;
- 16.06.1921—12.04.1924 — И. П. Шабельский;
- 23.04.1924—30.12.1924 — А. А. Ружек;
- хх.09.1926—хх.10.1930 — И. Н. Кадацкий-Руднев;
- xx.12.1930—xx.05.1936 — Ю. К. Зиновьев (после 1935 г. — капитан 2-го ранга);
- xx.05.1936—xx.05.1937 — капитан 2-го ранга С. И. Кара[25];
- xx.07.1937—xx.08.1937 — капитан 2-го ранга Ю. К. Зиновьев;
- xx.08.1937—xx.xx.1940 — капитан 2-го ранга А. А. Барбарин;
- хх.хх.1941—хх.хх.1941 — капитан 2-го ранга И. А. Заруба;
- хх.12.1941—хх.09.1942 — капитан 3-го ранга Ф. В. Жиров.

## Известные люди служившие на крейсере
- Гущин, Алексей Матвеевич
- Максюта, Юрий Иванович
- Полосухин, Порфирий Порфирьевич
- Фадеев, Владимир Георгиевич

### Комментарии
1. 1 2  По другим данным: 4 × 1 — 75-мм/50.
2. ↑  По другим данным: 2 × 1 — 7,62-мм.
3. 1 2 3  Позже один из трёх 25-мм автоматов был заменён пятым 12,7-мм ДШК.
4. 1 2  Устанавливались на «армейских» станках.